# 両総グランドサービス

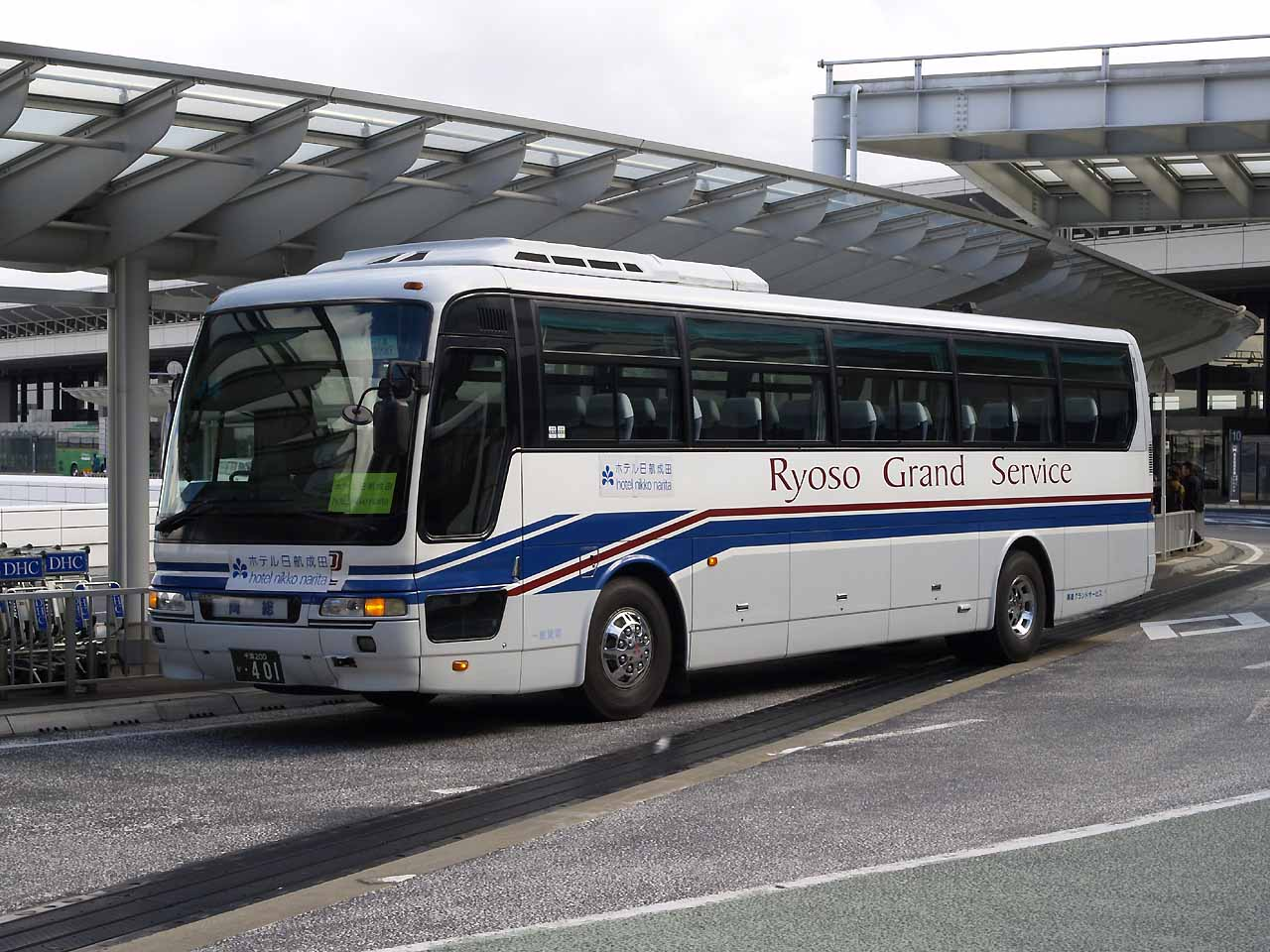
保有車両の例（三菱ふそう・エアロバス）

株式会社両総グランドサービス（りょうそうグランドサービス）は千葉県成田市に本社を置く、貸切バス・特定バスの各事業を運営する事業者である。

## 概要
旧・両総観光自動車株式会社特定部（ホテルバス・クルーバスなどの空港関連輸送事業）と株式会社エース・インターナショナル（空港内ランプバスの運行）が、1992年4月に合併してできた会社。
それまで、旧・両総観光自動車は、JAL・ノースウエスト航空のクルーバスを山武郡松尾町（現在の山武市）より空車で成田空港まで回送していた。
2003年10月には、両総観光株式会社（旧・両総観光自動車と旧・両総トラベルサービスの合併）より観光バス事業が移管され空港バス事業とあわせて観光バス事業も行っている。現在ホテルはホテル日航成田・成田エアポートレストハウス・ANAクラウンプラザホテル成田・アートホテル成田・マロウドインターナショナルホテル成田・成田エクセルホテル東急など。航空会社は、JALのほかユナイテッド航空など。他に企業送迎としてTFK・航空保安事業センターなどと契約して送迎バスの運行をしている。ホテル日航成田・エアポートレストハウス成田へは、成田空港・京成成田駅の他に長距離高速路線として羽田空港・東京駅との便も運行している。

## 所在地
- 千葉県成田市吉倉884-5

## 車両
- 三菱ふそう・日野・いすゞを採用している。クルーバスとホテルバスは主に観光バスタイプを、企業送迎は路線バスタイプを使用している。

## 関連会社
- 両総交通
- 両総グループ本社（統括会社）